# Muirchertach Finn mac Domnaill Móir Ua Briain
Muirchertach Finn mac Domnaill Móir Ua Briain  (mort en 1241)  (anglicisé en Murtough O'Brien)  est  roi de Thomond de 1194 à 1198 puis de 1203 à 1210.

## Contexte
Lorsque Domnall Mor O'Brien meurt en 1194  le titre de roi de Munster disparait de jure avec lui. Immédiatement après un conflit éclate entre ses trois fils et héritiers. Son fils ainé  Muichertach Finn c'est-à-dire le « Blanc » qui avait assisté Fitz Stephen lors de sa prise de possession de Cork,  lui succède comme souverain du Thomond mais son frère  Conchobar  Ruad, semble être le vainqueur en attaquant et ravageant le Thomond, allié avec les anglo-normands  et en s'emparant du royaume de Muirtertach en 1198. Muichertach est capturé par les « Étrangers » l'année suivante mais relâché dès 1200  L'année suivante les trois frères apparemment réconciliés, mènent avec Guillaume de Bourg une expédition contre le Desmond
Le triomphe de Conchobar Ruad est de courte durée, car en  1203 il est tué par les suivants de son frère déposé qui est restauré. Les troubles se terminent en 1208, quand Muirchertach attaque les châteaux normands du nord de l'actuel comté de Tipperary. Malgré la garantie donnée par trois évêques il est livré  aux anglais de Limerick par son cadet Donough Cairbreach O'Brien  et aveuglé pour avoir été à l'origine du meurtre de leur frère Conchobar Ruad. Il reste en captivité jusqu'à son abdication en 1210 sous l'égide de Jean d'Angleterre seigneur d'Irlande (Dominus Hiberniae) qu'il rencontre le 12 juillet à Ardglass mais qui attribue le royaume à Donough Cairbreach O'Brien
Muichertach meurt en 1241  année généralement retenue alors que selon les Annales des quatre maîtres, il disparait dès  1239.

## Sources
- (en) Goddard Henry Orpen (Introduction de Seán Duffy), Ireland under the Normands 1169-1333, vol. II, Dublin, Four Courts Press (réédition), 2005, 633 p. (ISBN 9781846828188), p. 37,149,161,190,254
- (en) Art Cosgrove (sous la direction de), Medieval Ireland 1169-1534, Oxford, Oxford University Press, coll. « A New History of Ireland » (no 2), 2008, 1004 p. (ISBN 978019 9539703), p. 142
- (en) T.W Moody, F.X. Martin et F.J. Byrne, A New History of Ireland IX Maps, Genealogies, Lists. A companion to Irish History part II, Oxford, Oxford University Press, 2011, 690 p. (ISBN 978-0-19-959306-4).